# Classe Isaías de Noronha

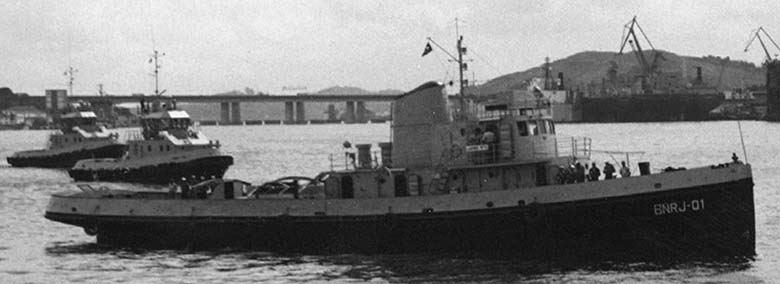
Rb Lahmeyer (BNRJ 01)
Classe Isaias de Noronha.

Classe Isaias de Noronha é uma classe de rebocadores de porto, que servem a Marinha do Brasil desde 1972.

## Lista de Navios
- Rb Isaias de Noronha
- Rb D.N.O.G.
- Rb Lahmeyer (BNRJ 01)

## Características
- Deslocamento: 100 ton (plena carga)[1]
- Comprimento: 46,9 m
- Velocidade:
- Motorização: diesel
- Armamento: desarmado
- Equipamentos: Radar de navegação e maquina de reboque
- Tripulação: